# Partit Republicà Radical i Radical-Socialista
Partit Republicà Radical i Radical Socialista (francès Parti Républicain Radical et Radical-Socialiste) fou un partit polític de centre francès fundat en 1901. Anomenat indiferentment partit radical o radical-socialista. Va ser el principal partit de la III República francesa (1871-1940) i IV República francesa (1945-1958).
El seu antecedents estan en els grups reformistes republicans del segle xix coneguts com a radicals que a partir de 1879 des d'ara s'organitzen electoralment com a grup independent. Amb la promulgació de la Llei d'Associacions de juliol de 1901, se celebra un congrés dels diversos grups radicals entre el 21 i 23 de juny de 1901 que crea formalment el Partit Republicà Radical i Radical Socialista. La designació del partit reconeixia explícitament l'existència de radicals d'esquerra, centre i dreta en una mateixa organització política formal. A diferència dels partits republicans de l'època el radicalisme comptava amb estructures formals i efectives de funcionament, moltes de les decisions quant a ingrés a coalicions ministerials o electorals així com definicions polítiques importants es prenen en debats i votacions en els seus congressos anuals. Les bases comunes del seu programa estan en el Programa de Belleville (1869) proposat per Léon Gambetta i en posteriors esdeveniments partidaris a partir de 1901. Aquestes són: 
- Sufragi universal
- Responsabilitat ministerial davant el parlament
- Servei militar obligatori i de curta durada
- Separació Església i Estat
- Instrucció gratuïta, obligatòria i laica
- Impost a la renda
- Liberalisme econòmic, encara que algunes fraccions eren partidàries de majors drets socials a les classes treballadors.

Altres trets eren un anticlericalisme i profunda fe en els avanços científics (positivisme). Les seves principals figures polítiques foren Léon Bourgeois, Ferdinand Buisson, Joseph Caillaux, Camille Chautemps, Georges Clemenceau, Émile Combes, Gaston Doumergue, Édouard Daladier, Édouard Herriot i Albert Sarraut.
Participà en les següents coalicions electorals i de govern: Cartel des gauches (1924-1926), Front Popular (1936-1938), Rassemblement des gauches républicaines (1946-1951) En 1972 les dues principals faccions del radicalisme s'organitzen formalment en el Partit Radical pròpiament tal i el Partit Radical d'Esquerra (PRG) (ex Moviment Radical d'Esquerra (MRG)) 

## Presidents del PRRS
- 1901-1902: Gustave Mesureur
- 1902-1903: Jean Dubief
- 1903-1904: Maurice Faure
- 1904-1905: Maurice Berteaux
- 1905-1906: Emile Combes
- 1906-1907: Camille Pelletan
- 1907-1908: Auguste Delpech
- 1908-1909: Louis Lafferre
- 1909-1910: Ernest Vallé
- 1910-1913: Émile Combes
- 1913-1914: Joseph Caillaux
- 1917-1918: Charles Debierre
- 1918-1919: André Renard
- 1919-1926: Édouard Herriot
- 1926-1927: Maurice Sarraut
- 1927-1931: Édouard Daladier
- 1931-1936: Édouard Herriot
- 1936-1939: Édouard Daladier
- 1944-1948: Théodore Steeg
- 1948-1953: Édouard Herriot (President administratiu: Léon Martinaud-Déplat)
- 1955-1957: Édouard Herriot (Primer Vicepresident: Pierre Mendès-France)
- 1957-1958: Édouard Daladier
- 1958-1961: Félix Gaillard
- 1961-1965: Maurice Faure
- 1965-1969: René Billères
- 1969-1971: Maurice Faure